# Nada es imposible
Nada Es Imposible es el primer álbum en español de la banda Planetshakers. Trabajaron con Joth Hunt en la producción de este álbum. Nada Es Imposible en español, fue lanzado por Planetshakers Ministries International y el sello Integrity Music el 29 de junio de 2014, el álbum debutó en el número 17 en la lista de Billboard "Latin Pop Albums". El álbum incluye una selección de 11 canciones de Planetshakers traducidas y grabadas en español con voces invitadas de Lucía Parker en la canción principal.

## Lanzamiento y promoción
La canción principal del álbum, "Nada Es Imposible" (feat. Lucía Parker), fue lanzada el 23 de junio de 2014 como la canción principal, cuando comenzó la pre-orden del álbum. El álbum Nada Es Imposible en español, fue lanzado por Planetshakers Ministries International y el sello Integrity Music el 1 de julio de 2014. Nada Es Imposible en español es el primer álbum de Planetshakers que se grabó en español.

## Recepción de la crítica
Un editor de personal de Amazon.com le dio al álbum una crítica relativamente positiva, escribiendo, el álbum Nada Es Imposible es "Dirigido por Russell Evans y Sam Evans, Planetshakers es la iglesia de más rápido crecimiento en Australia."

## Premios y reconocimientos
Este álbum ha sido nominado por los Premios Arpa en tres categorías: Mejor Álbum de Grupo Musical Cristiano, Mejor Álbum de Rock Cristiano y Mejor Productor Musical del Año 2014 Joth Hunt (vocalista principal de la banda).

## Rendimiento comercial
En los Estados Unidos, Nada Es Imposible debutó en el número 17 en la lista de álbumes de Latin Pop Albums el 19 de julio de 2014 publicado por Billboard.

## Listado de canciones
Nada Es Imposible
| No.             | Título                                                           | Líderes de alabanza y adoración | Escritor(es)                             | Duración |
| --------------- | ---------------------------------------------------------------- | ------------------------------- | ---------------------------------------- | -------- |
| 1.              | "Que La Alabanza Despierte" (Let Praise Awaken)                  | Joth Hunt                       | Andy Harrison / Joth Hunt                | 3:50     |
| 2.              | "Por Siempre Te Alabaré" (Endless Praise)                        | Joth Hunt                       | Andy Harrison / Joth Hunt                | 3:59     |
| 3.              | "Nada Es Imposible (feat. Lucía Parker)" (Nothing Is Impossible) | Joth Hunt / Lucía Parker        | Joth Hunt                                | 4:05     |
| 4.              | "Levantando Las Manos" (Put Your Hands Up)                       | Rudy Nikkerud                   | Joth Hunt                                | 3:21     |
| 5.              | "El Himno" (The Anthem)                                          | Joth Hunt                       | Joth Hunt / Henry Seeley / Liz Webber    | 6:11     |
| 6.              | "Grande Es Tu Amor" (Great Is Your Love)                         | Samantha Evans                  | Joth Hunt / B.J. Pridham                 | 6:46     |
| 7.              | "Este Es El Día" (This Is The Day)                               | B.J. Pridham                    | Andy Harrison / Joth Hunt / B.J. Pridham | 4:38     |
| 8.              | "Estoy Asombrado" (Leave Me Astounded)                           | Joth Hunt / Chelsi Nikkerud     | B.J. Pridham                             | 5:40     |
| 9.              | "Sin Límites" (Limitless)                                        | Joth Hunt / Samantha Evans      | Joth Hunt                                | 3:26     |
| 10.             | "Todo Mundo De Pie" (Get Up)                                     | Rudy Nikkerud                   | Andy Harrison / Joth Hunt                | 3:59     |
| 11.             | "Se Trata De Jesús" (It's All About Jesus)                       | Natalie Ruiz                    | Henry Seeley                             | 3:42     |
| Total duración: | Total duración:                                                  | Total duración:                 | Total duración:                          | 50:00    |

## Créditos
Adaptado de AllMusic.
- Planetshakers – Artista primario
- Jonathan Hunt – líder de adoración, compositor, A&R, Mezcla de audio (grabación), Productor discográfico
- Samantha Evans – líder de adoración, Productora ejecutiva
- Rudy Nikkerud – líder de adoración
- Chelsi Nikkerud – líder de adoración
- Brian "BJ" Pridham – líder de adoración, compositor
- Natalie Ruiz – líder de adoración
- Lucía Parker – voz, productora de voces, Artista destacada, Traducción
- Andy Harrison – compositor
- Henry Seeley – compositor
- Liz Webber – compositora
- Joshua Brown – desarrollo del artista
- Craig Dunnagan – desarrollo del artista
- Chico Gonzalez – desarrollo del artista
- Matthew Grey – Masterización
- Samuel Koh – diseño de ilustraciones
- Mike Webber – coordinador del proyecto
- Mike Pilmer – coordinador del proyecto
- C. Ryan Dunham – Productor ejecutivo
- Russell Evans (pastor) – Productor ejecutivo

## Posición en listas
| Lista (2014)                    | Máxima posición |
| ------------------------------- | --------------- |
| US Latin Pop Albums (Billboard) | 17              |